# Казарян, Эдуард Мушегович
Эдуа́рд Муше́гович Казаря́н (арм. Էդուարդ Մուշեղի Ղազարյան, 16 января 1942, Ереван) — армянский физик. Академик НАН РА, доктор физико-математических наук, профессор.

## Биография
- 1959—1962 — учился в Ереванском государственном университете.
- 1962—1965 — учился в Московском государственном университете.
- 1965—1969 — аспирант Московского государственного университета. Доктор физико-математических наук (1982), профессор (1983), академик НАН РА (1996).
- 1969—1974 — работал преподавателем Ереванского государственного университета.
- 1975—1984 — заведующий кафедрой общей физики Ереванского государственного университета.
- 1985—1987 — работал начальником управления науки и подготовки научно-педагогических кадров, заместитель министра министерства высшего и среднего специального образования.
- 1987—1988 — ректор Армянского педагогического института им. Х. Абовяна.
- 1993—1999 — заведующий кафедрой физики твёрдого тела, проректор Ереванского государственного университета.
- 1999—2001 — был министром образования и науки Армении.
- 2002—2004 — академик-секретарь отделения физико-математических и технических наук НАН РА.
- 2004—2006 — вице-президент, академик-секретарь НАН РА.
- С 2006 года — заведующий кафедрой общей и теоретической физики Российско-армянского (славянского) университета. Почётный доктор РАУ. Почётный профессор Армянского педагогического института им. Х. Абовяна.

## Награды
- Премия президента Армении по физике (2008).
- Медаль Анании Ширакаци (2011)[1]
- Заслуженный деятель науки Республики Армения (2017)[2].

## Сфера исследований
Основные направления: физика твёрдого тела, оптические свойства полупроводников, вопросы экситонной физики, физика низкоразмерных полупроводниковых систем (наноструктур).